# Mały Pusty Stawek
Mały Pusty Stawek (słow. Malé Pusté pliesko, Pusté pliesko, Pusté plieso II, Horné Pusté pleso) – staw położony na wysokości ok. 2067 m n.p.m. w górnych partiach Doliny Staroleśnej, w słowackich Tatrach Wysokich. Pomiary pracowników TANAP-u z lat 60. XX w. wykazują, że ma powierzchnię ok. 0,15 ha, wymiary 69 × 31 m i głębokość ok. 4,3 m. Leży w kotlinie zwanej Pustą Kotliną, nieco na północny wschód powyżej Pustego Stawu Staroleśnego, u podnóża Świstowego Szczytu. Swoim kształtem przypomina sierp. Jest jednym z 27 Staroleśnych Stawów, które rozsypane są po całej Dolinie Staroleśnej. Oprócz niego w Pustej Kotlinie znajdują się dwa inne stawy, są to: Pusty Staw Staroleśny (największy) i Puste Oko. Do Małego Pustego Stawku nie prowadzą żadne znakowane szlaki turystyczne.

## Nazewnictwo
Nazwa Małego Pustego Stawku pochodzi od Pustego Stawu Staroleśnego. Leżą one w otoczeniu pól piargów i złomów opadających spod Świstowego Szczytu i Świstowej Przełęczy.